# Заболотная, Наталья Александровна
Наталья Александровна Заболотная (15 августа 1985, г. Сальск Ростовской области) — российская тяжелоатлетка, заслуженный мастер спорта. Серебряный призёр летних Олимпийских игр 2004 года, неоднократный серебряный призёр чемпионатов мира, неоднократная чемпионка Европы в весовой категории до 75 кг.
Допинг-пробы одиннадцати тяжелоатлетов из разных стран мира, выступавших на Олимпийских играх 2012 года в Лондоне, дали положительный результат. Об этом в среду, 27 июля, говорится в сообщении на сайте Международной федерации тяжелой атлетики (IWF). Шестеро спортсменов, пробы которых дали положительный результат, завоевали на Играх серебряные и бронзовые медали.
В числе уличенных в применении допинга атлетов оказались четверо россиян: Наталья Заболотная, ставшая серебряным призёром Олимпиады в Лондоне в весовой категории до 75 кг, Светлана Царукаева, получившая серебряную медаль в категории до 63 кг, Александр Иванов, занявшим второе место в категории до 94 кг, и Андрей Деманов, оказавшийся четвёртым в категории до 94 кг. По правилам IWF, российским атлетам грозит дисквалификация. Установила мировой рекорд в рывке — 135 кг, а также подняв в сумме 296 кг (Кубок президента РФ, Белгород).

## Спортивная карьера
| Олимпийские игры  |                    |                   |           |            |           |       |
| Год               | Место проведения   | Весовая категория | Рывок, кг | Толчок, кг | Сумма, кг | Место |
| 2004              | Афины              | до 75 кг          | 125       | 147,5      | 272,5     | 2     |
| 2012              | Лондон             | до 75 кг          | 131       | 160        | 291       | DSQ   |
| Чемпионаты мира   |                    |                   |           |            |           |       |
| 2005              | Доха               | до 75 кг          | 130       | 155        | 285       | 2     |
| 2007              | Чиангмай           | до 75 кг          | 131       | 150        | 281       | 2     |
| 2010              | Анталья            | до 75 кг          | 133       | 160        | 293       | 2     |
| Чемпионаты Европы |                    |                   |           |            |           |       |
| 2003              | Лутраки            | до 75 кг          |           |            |           | 1     |
| 2006              | Владыславово       | до 75 кг          | 127       | 151        | 278       | 1     |
| 2008              | Линьяно-Саббьядоро | до 75 кг          | 123       | 141        | 264       | 1     |
| 2009              | Бухарест           | до 75 кг          | 120       | 145        | 265       | 1     |
| 2010              | Минск              | до 75 кг          | 129       | 156        | 285       | 1     |
| 2011              | Казань             | до 75 кг          | 133       | 153        | 286       | 2     |

## Награды
- Медаль ордена «За заслуги перед Отечеством» I степени (13 августа 2012 года) — за большой вклад в развитие физической культуры и спорта, высокие спортивные достижения на Играх XXX Олимпиады 2012 года в городе Лондоне (Великобритания)[3].
- Медаль ордена «За заслуги перед Отечеством» II степени (18 февраля 2006 года) — за большой вклад в развитие физической культуры и спорта и высокие спортивные достижения[4].

## Дисквалификация
В 2023 году Заболотная дисквалифицирована на два года за нарушения антидопинговых правил. Расследование нарушения антидопинговых правил велось в рамках дела о базе данных Московской антидопинговой лаборатории (LIMS).